# Королёв, Филипп Николаевич
 Филипп Николаевич Королёв  (1821—1894) — русский общественный деятель и педагог. Тайный советник.

## Биография
Родился в Лебединском уезде Харьковской губернии 11 (23) октября 1821 года, как отмечается — в семье крестьянина (также указывается 1818 год).
Книга «Московские профессора XVIII — начала XX веков» указывает, что он «среднее образование получил в 1-й Харьковской гимназии», хотя в «Списке воспитанников, окончивших курс в Первой Харьковской гимназии за столетний период ее существования. 1805—1905 гг.» (Харьков, 1903) его имя отсутствует. В 1837 году, поступил на физико-математическое отделение философского факультета Харьковского университета, где и окончил курс в 1841 году со степенью кандидата.
В службу вступил 13 марта 1843 года, с 20 ноября состоял в ведомстве министерства народного просвещения — был определён учителем физики и математики во 2-ю Харьковскую гимназию. В 1846 году в Харьковском университете защитил магистерскую диссертацию «О приложении анализа к изложению начал динамики».
В 1853 году он был назначен адъюнктом по математике, механике и архитектуре в Горыгорецкий земледельческий институт и 1855 году занял здесь кафедру практической механики. Читая лекции, он также проводил испытания различных сельскохозяйственных машин и механизмов и освоил строительное искусство.
В 1858 году он переехал в Москву и занял должность директора Сиротского дома, а вскоре — преподавателя и инспектора классов Московского ремесленного учебного заведения, в котором, на основанной в 1868 году кафедре механики, он читал лекции по общей механике, математике и строительному искусству.
Был произведён 13 марта 1859 года в чин статского советника, а 20 ноября 1864 года был назначен директором 2-й Московской гимназии. В 1869 году он принял заведование первыми в Москве Высшими женскими курсами (Лубянскими), открывшимися в здании гимназии, где он был директором; с 20 декабря 1868 года состоял в чине действительного статского советника.
26 января 1870 года Высочайшим указом он назначен директором Петровской земледельческой и лесной академии. В этой должности он состоял до 1876 года, когда был назначен членом Совета Министерства государственных имуществ и, вскоре избран председателем технического отделения Вольного экономического общества и в течение 15 лет возглавлял его. Был произведён в тайные советники 13 апреля 1886 года. 
Ф. П. Королёв был почётным членом Московского комитета грамотности.
В родном селе, в Харьковской губернии, на собственные средства им была устроена школа.
Много писал, особенно по земледельческой механике, в разных специальных журналах. Отдельно были напечатаны: «Молотилки, веялки, зерночистилки, сортировки и двигатели молотилок» (1864), «Льноводство. Руководство к льновозделыванию, получению льняного волокна и сельскохозяйственной его обработке» (1893), «Огнестойкие здания». Ф. Н. Королёв был сотрудником 82-томного «Энциклопедического Словаря» Брокгауз-Ефрона.
Состоял в переписке и оказывал помощь Т. Г. Шевченко.
Умер в Санкт-Петербурге 9 (21) ноября 1894 года. Похоронен на Новодевичьем кладбище (вместе с Наталией Яковлевной Королевой).

## Награды
- орден Св. Станислава 2-й ст. с императорской короной (1864)
- орден Св. Анны 2-й ст. (23.12.1866)[4]
- орден Св. Владимира 3-й ст. (1872)
- орден Св. Станислава 1-й ст. (1881)
- орден Св. Анны 1-й ст. (1890)

## Семья
Женился 25 мая 1879 года на дочери полковника Евгении Платоновне Богатыревой. У них родились: 3 апреля 1881 года — Ольга, 6 мая 1884 года — Мария.